# Oxyoppia pluripectinata
Oxyoppia pluripectinata är en kvalsterart som först beskrevs av Balogh 1958.  Oxyoppia pluripectinata ingår i släktet Oxyoppia och familjen Oppiidae. Inga underarter finns listade i Catalogue of Life.